# Rüstkammer
Il Rüstkammer (Museo delle armi), noto anche come Museo storico di Dresda, è una delle più grandi collezioni al mondo di armi cerimoniali, armature e tessuti storici. Fa parte delle Collezioni d'arte statali di Dresda e si trova all'interno del Castello di Dresda.
La Türckische Cammer (Sala turca) è una raccolta separata, all'interno del Rüstkammer, incentrata su oggetti dell'impero ottomano.

## Storia

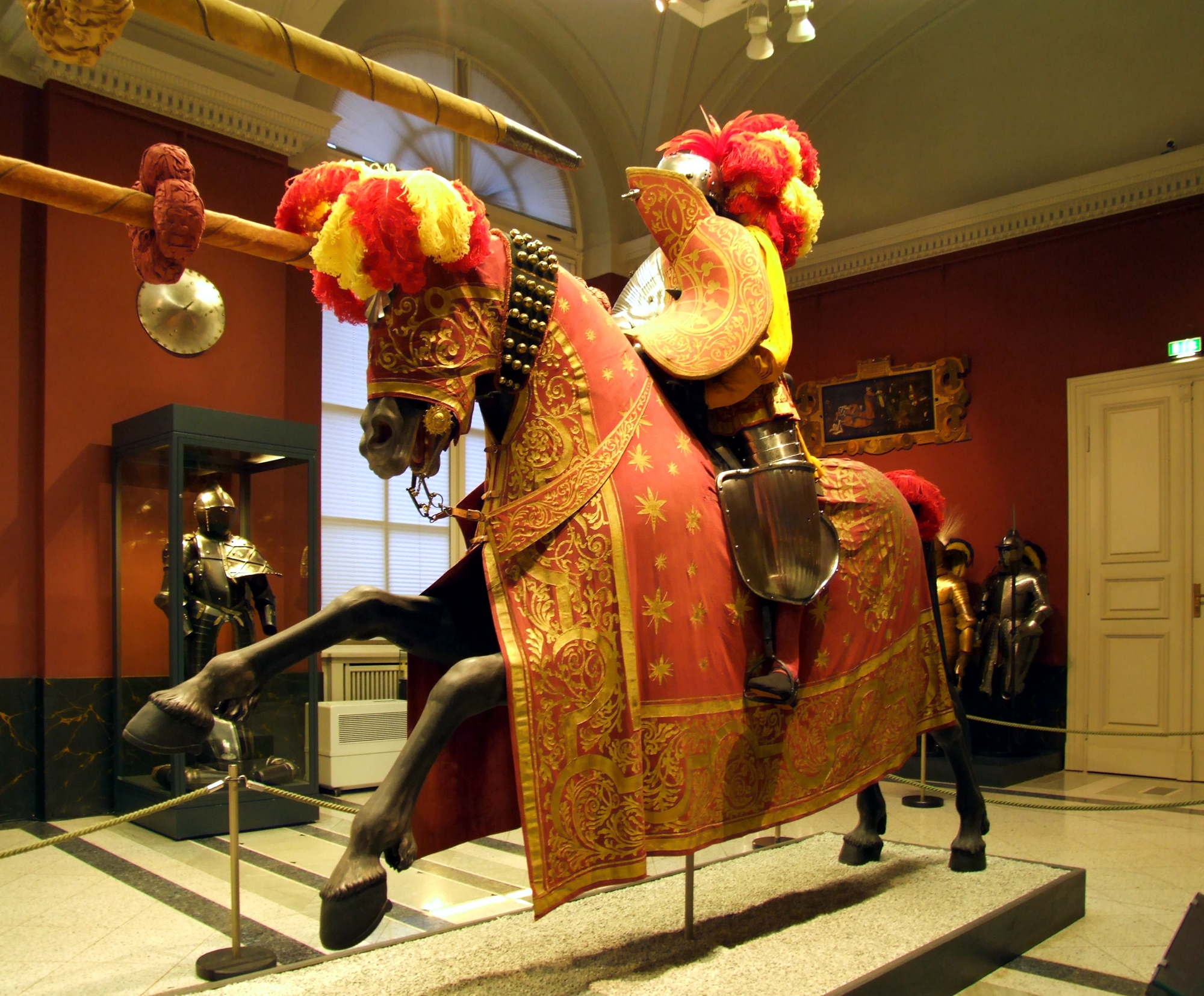
Il museo delle armi nel Castello di Dresda

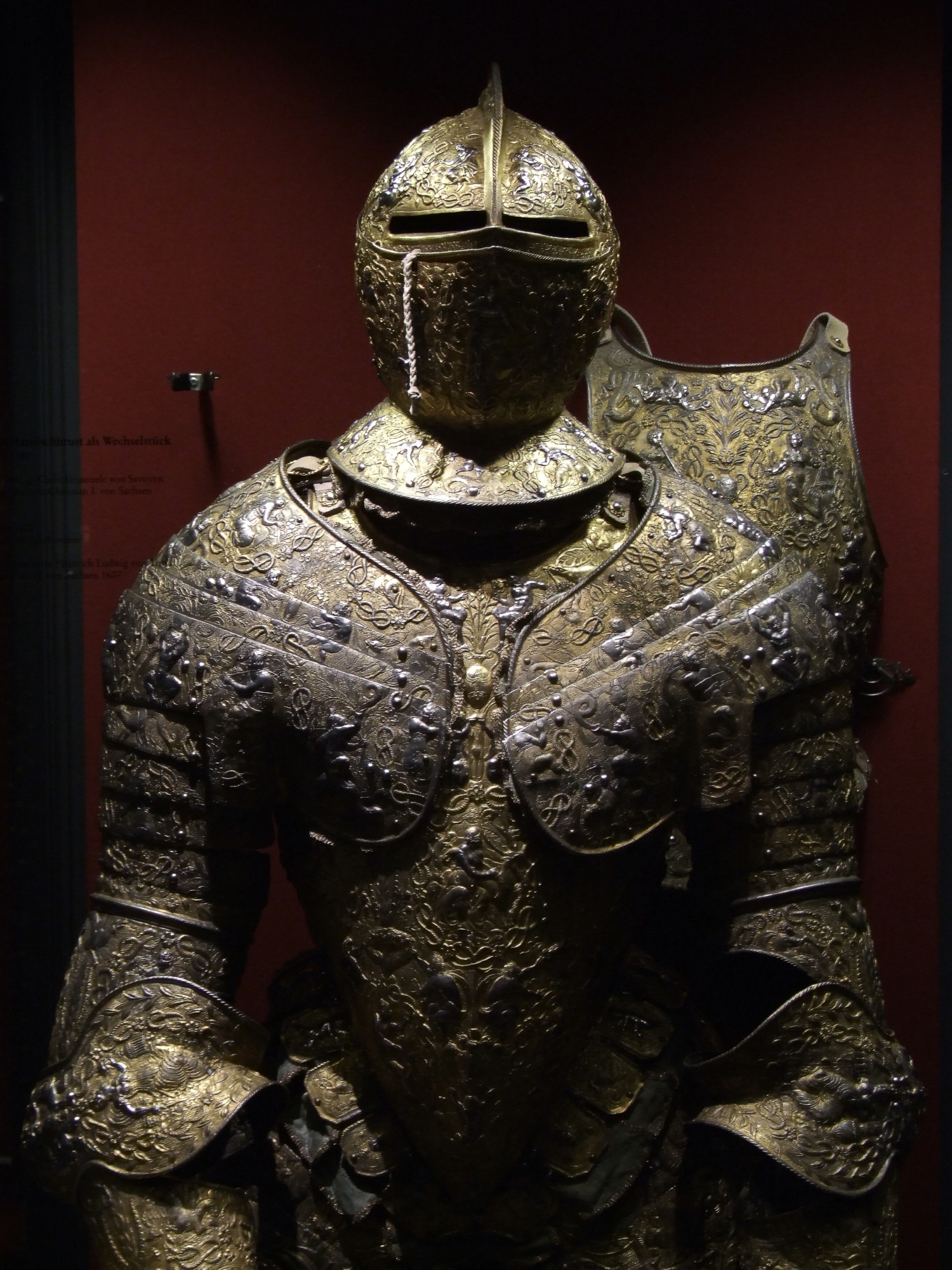
Armature della metà del XVI secolo

La più antica collezione di armi di Dresda, la Städtische Harnischkammer, fu fondata nel 1409 e conteneva le armi utilizzate dai cittadini per difendere la città. Esistette fino al XVII secolo quando divenne obsoleta. Oltre a ciò, poco dopo furono, istituiti altri due arsenali. Uno era l'Armeria Ducale (Herzogliche Harnischkammer), fondata dopo che il duca Alberto concesse al ducato l'indipendenza nel 1485. Ospitata nel Castello di Dresda, conteneva le armi personali della regnate Casata di Wettin. Inoltre, il principe Elettore Augusto fondò l'arsenale dello stato sassone contenente le armi da guerra della Sassonia, come i cannoni.
L'arsenale ducale (Herzogliche Harnischkammer) fu il diretto predecessore del Rüstkammer. Venne fondato dopo che Alberto III di Sassonia, ("Alberto il Coraggioso") rese Meißen centro della Sassonia e si proclamò Margravio di Meißen nel 1485. Una crescita continua nella collezione di armi da parata avvenne durante il regno di suo figlio, Giorgio ("Giorgio il Barbuto"), che stabilì a Dresda la capitale del suo regno. Dopo che il nipote di Giorgio, duca Maurizio, ottenne il titolo di principe elettore di Sassonia nel 1547, l'arsenale ducale venne rinominato arsenale dell'Elettore (Kurfürstliche Rüstkammer) e ottenne il relativo statuto. Si trovava al piano terra della Hausmannsturm, la torre del Castello di Dresda.
Il principe Elettore Augusto iniziò l'era museale realizzando un inventario delle armi dell'Elettorato. L'inventario del 1567 menziona diversi edifici nei quali erano ospitate le armi, che elenca più di 1.500 armi. Gran parte delle armature erano collocate su cavalli di legno intagliato. L'arsenale venne trasferito nel nuovo edificio Stallgebäude, oggi Johanneum, nel 1591, dove rimase fino al 1722.
Quando il principe elettore Federico Augusto I divenne re di Polonia, l'arsenale ottenne lo status reale. Chiamato Augusto II (Augusto II il Forte), affrontò un crescente bisogno di rappresentanza, cosa che lo portò alla creazione della sua camera del tesoro, la Grünes Gewölbe. Di conseguenza, le armi riccamente adornate furono spostate nel nuovo museo, rovinando l'integrità della collezione dell'arsenale che dovette essere spostato di nuovo, questa volta nella Cancelleria segreta di guerra dove fu ospitato dal 1722 al 1832. Tuttavia, le armature rimangono le favorite tra i visitatori del museo. Il figlio di Augusto II il Forte, Augusto III, fondò la Galleria delle armi da fuoco nel lungo corridoio dello "Stallhof" (Corte delle scuderie), lasciando il complesso del castello per l'adiacente Johanneum. All'epoca, la Galleria delle armi da fuoco era la più preziosa nel suo genere in Germania. Nel 2019, le sue oltre 3.000 armi da fuoco sono una parte importante della Rüstkammer.
Dopo che la Rüstkammer venne acquisita dalla Stato nel 1831, venne rinominata Königliches Historisches Museum (Museo storico reale) e spostata nel palazzo dello Zwinger nel 1832. Vi rimase fino al 1877, quando venne trasferita nuovamente nello Johanneum. Nel 1913/14, le armi da parata, che erano state trasferite nella Grünes Gewölbe, tornarono ad essere inserite nella collezione della Rüstkammer.
All'inizio della seconda guerra mondiale tutte le armi vennero trasferite nella fortezza di Königstein. Alla fine della guerra, nel 1945, la collezione venne confiscata dall'Armata Rossa e trasferita a Leningrado. Dal suo ritorno a Dresda, nel 1958, parte della collezione, nuovamente denominata Rüstkammer, è stata esposta nella Sempergalerie dello Zwinger fino al settembre 2012. Dopo il completamento della Riesensaal, al Castello di Dresda nel febbraio 2013, la collezione è stata esposta lì.

## Mostra
Nel 2019 sono esposti circa 1.300 oggetti, che rappresentano meno del 10% della collezione totale. Si trovano in 121 vetrine e sei piedistalli. La mostra è incentrata sugli elmi. Comprende armi da parata e da torneo, armi da fuoco, attrezzature da corsa e da giostra e dipinti di tornei. Gli oggetti in vetrina rappresentano una storia delle armi, lunga tre secoli, dal XV al XVIII secolo.

## Türckische Cammer

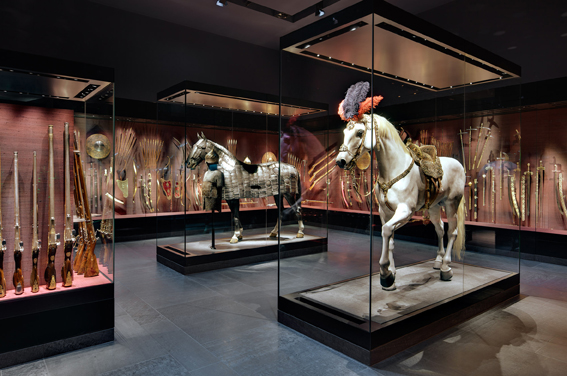
La Türckische Cammer

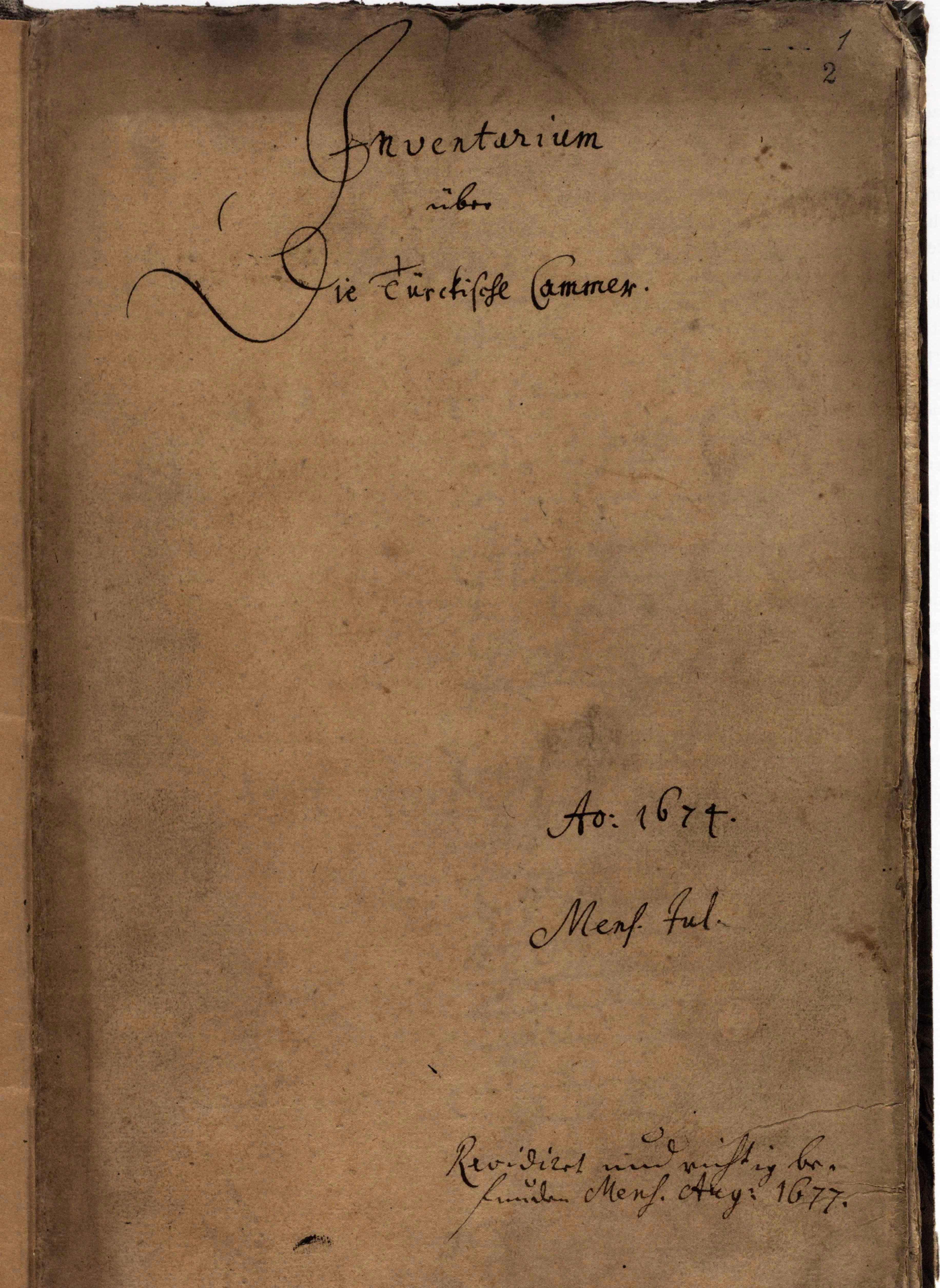
Primo inventario del 1674

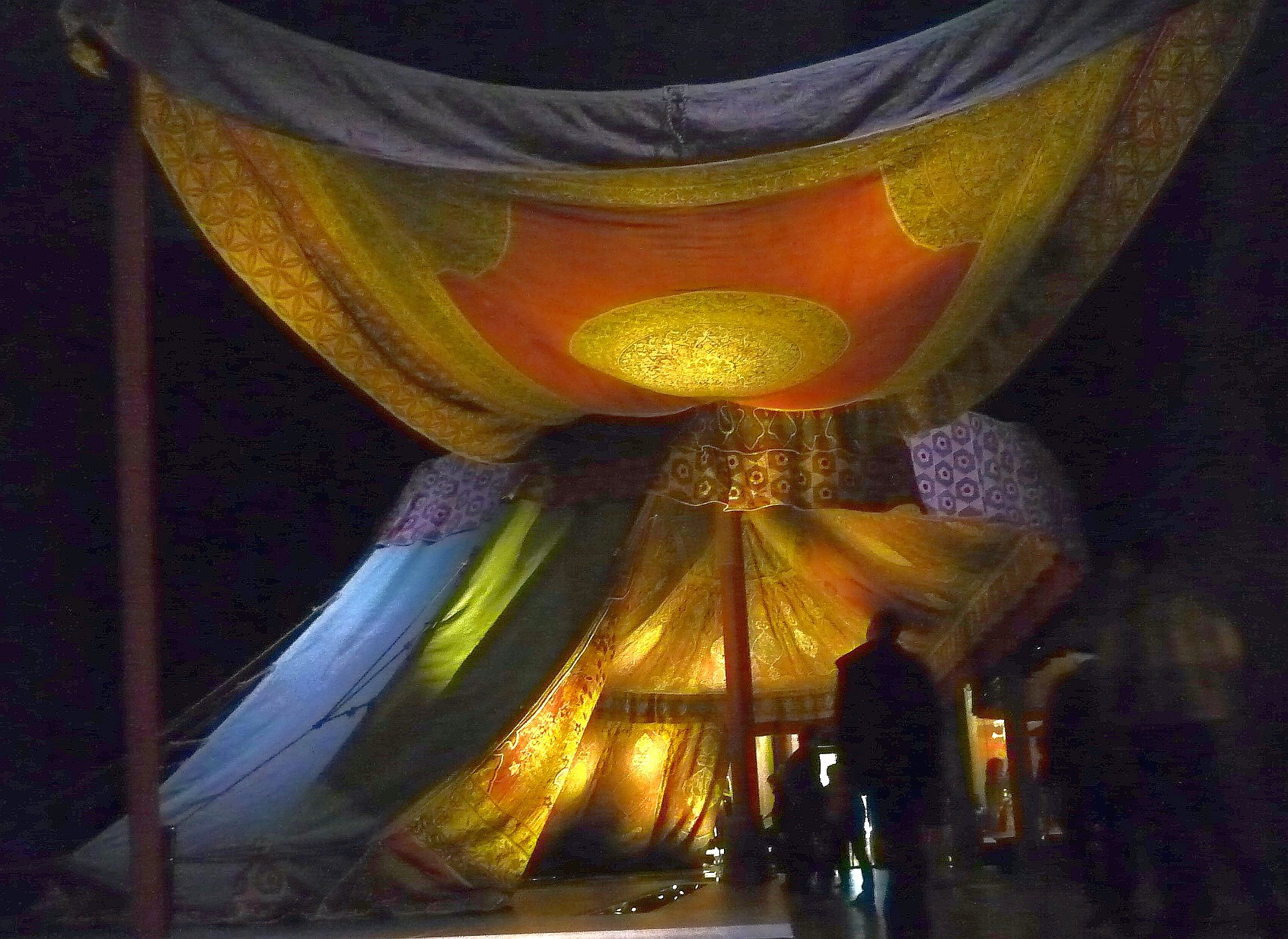
La tenda a tre alberi, l'oggetto più ingombrante della Sala turca

La collezione esposta nella Rüstkammer comprende oggetti presenti nella Türckische Cammer (Sala turca) che costituisce una esposizione separata dal 1591. Nel corso di diversi secoli, regali diplomatici, oggetti acquistati e bottino conquistato in diverse battaglie contro gli ottomani, vennero riuniti in un museo, creando una delle più antiche e significative raccolte di arte ottomana al di fuori della Turchia.
Le radici della collezione orientale di Dresda risalgono al 1591. A quel tempo, la Sala turca era chiamata "Ungerische Cammer" (Sala ungherese), probabilmente perché la Sassonia a quel tempo era entrata in contatto con l'Impero ottomano in Ungheria. Il primo uso registrato della Sala turca risale al 1614.
IL primo inventario degli oggetti contenuti nella Rüstkammer venne realizzato su richiesta dell'Elettore Giovanni Giorgio II di Sassonia. Venne completato nel luglio 1674 e revisionato nell'agosto 1677. Elenca 385 oggetti, suddivisi in quattro gruppi: armi difensive, archi, lance, bandiere, selle, briglie e finiture per cavalli.
Dopo i drammatici anni della Grande guerra del Nord, Augusto il Forte decise di riorganizzare le sue truppe e rinnovare il loro equipaggiamento. Nel giugno 1730 venne prevista una revisione militare dell'esercito di 27.000 uomini, con la costruzione di un accampamento vicino s Zeithain a nord-ovest di Dresda, dotato di grandi tende.

### Collezione del museo
Nel 2019 la collezione museale è costituita da più di 600 oggetti. Il più grande presente è una tenda sorretta da tre pali portata a Dresda e destinata all'accampamento di Zeithain nel 1730. Questa tenda lunga 20 metri, larga 8 e alta 6 dava, a chi l'abitava, la sensazione di essere sotto un secondo cielo di oro e seta. La tenda era realizzata in raso, cotone e pelle e il suo restauro durò 14 anni.  Vi si trovano anche 8 cavalli in legno scolpito a grandezza naturale, e un gruppo di archi con corde originali, il più antico dei quali risale al 1586. Sono anche esposte armi, armature, elmi, bandiere e divise militari.